# Odznaka „400 lat Poczty Polskiej”
Odznaka „400 lat Poczty Polskiej” – polskie odznaczenie resortowe ustanowione 12 września 1958 i nadawane przez ministra łączności jako szczególnie zaszczytne wyróżnienie przyznawane pracownikom resortu łączności za szczególnie dodatnie wyniki uzyskane w co najmniej dziesięcioletniej pracy zawodowej lub innym osobom zasłużonym dla rozwoju łączności i telekomunikacji. Odznaka została wycofana 31 stycznia 1989.